# Sint-Michielskerk (Étaples)
De Sint-Michielskerk (Frans: Église Saint-Michel) is de parochiekerk van de stad Étaples, gelegen aan de Rue du Bac, in het Franse departement Pas-de-Calais.

## Geschiedenis
De oorspronkelijke Sint-Michielskerk dateert van de 13e eeuw en het was een kruiskerk met achtkante vieringstoren, maar deze werd vernietigd tijdens het bombardement van 15 juni 1944. Tussen 1955 en 1960 werd een nieuwe kerk gebouwd naar ontwerp van Clément Tambuté en Pierre Requier.

## Gebouw
De kerk is gebouwd in de stijl van het naoorlogs modernisme. De kerk heeft een rechthoekige plattegrond, gelegen op de Mont-à-Baudet en ingepast in het heropbouwplan van stedenbouwkundige Clément Tambuté. Het heeft de vorm van een groot parallellepipedum dat met een zwak hellend vlak dak is bedekt. De kerk heeft een breed middenschip en twee zijbeuken. Een kleine betonnen klokkentoren is aangebouwd evenals een vierkante doopkapel.
Van belang is een groot glas-in-betonvenster dat de schepping verbeeldt.